# Sona
El sona és una llengua auxiliar internacional planificada creada per Kenneth Searight. Es descriu en el seu llibre Sona: An auxiliary neutral language, publicat el 1935. La paraula sona (en la mateixa llengua sona) significa "(cosa) auxiliar".
La idea de la creació d'aquest idioma va sorgir com a resposta a l'eurocentricitat de molts projectes anteriors similars, como ara l'esperanto i el volapük, o la impracticitat a priori d'uns altres, com el solresol.
Searight va incorporar en el seu projecte elements semàntics i estructurals de diversos idiomes, entre ells el japonès, l'anglès, el turc, el xinès, el rus, el persa i l'àrab, així com de les llengües neollatines.
En l'actualitat hi ha diversos grups i lloc web en internet dedicats a la utilització del sona.

## Descripció lingüística

### Fonologia
El sona té una fonologia simple, similar a les llengües polinèsiques. El sona té un abecedari de 24 lletres format per:
- Cinc vocals:				a, e, i, o, u
- Una semivocal:	 y
- Set consonants sordes:		p, t, k, f, s, x, c
- Set consonants sonores:		b, d, g, v, z, j, h
- Dues nasals:				m, n
- Una consonant ròtica vibrant:	 r
- Una consonant lateral:		 l

Les lletres c, x, j, h tenen el valor del "/tx/ català", la "x portuguesa", la "j francesa" i la "h aspirada anglesa", respectivament. És a dir, les lletres tenen els mateixos valors que en l'AFI, amb les següents excepcions:
- c = t͡s
- x = ʃ
- j = ʒ o dʒ
- r = ròtica: es recomana r, però pot usar-se qualsevol so ròtic.
- y = davant vocals: té el so semivocal de la /i/ castellana a "miel"; com a lletra individual, el so de la schwa anglesa.

- u = Davant d'una altra vocal, la lletra u forma diptong i pren el valor de la semivocal w anglesa.

Les paraules pròpies del sona no admeten grups de consonants. És a dir, l'estructura de la síl·laba en sona només admet els esquemes següents:
- V	vocal
- CV	consonant + vocal
- CVN 	consonant + vocal + nasal (n)

La lletra "y" intrusiva es fa servir per separar:
- una síl·laba que s'acaba amb "n" d'una vocal següent, i
- dues vocals "fortes" (a, e, o)

Ex.: 
fin + uri = finiuri; per evitar confusió amb fi + nu + ri
uto + aki = utoiaki; per aconseguir una pronúncia més eufònica.
Quant a l'accentuació, el sona no presenta accent fix, sinó prosòdic.

### Gramàtica
El sona és una llengua aglutinant, aïllant i no fusional. El seu vocabulari bàsic consta de 375 radicals o lexemes mono- o bi-sil·làbics, denominats "ideogrames" per Searight. Cada radical expressa un conjunt bàsic d'idees. Aquests s'aglutinen per formar vocables i frases. Per exemple:
pa	 =	alimentar, nodrir, pa
ra =	home, masculí
para =	pare
to =	passar, any, indicador de passat
re =	recte, línia, llarg
no =	portar, vehicle
toreno	=	tren
dan =	diners, valor
(y) =	vocal epitèntica
a =	ubicació, sufix de lloc
danya	=	banc
Les paraules en sona estan formades per radicals en ordre ascendent d'importància. És a dir, un radical com a prefix adquireix una funció descriptiva:
su = aigua, líquid; ru = moviment
=>rusu = riu (aigua en moviment)
=>suru = fluir, flux (moviment líquid)
El sona fa servir la composició per formar substantius derivats complexos, sobre la base d'un vocabulari bàsic breu:
zinyasagiada = companyia d'assegurances de vida
[Resulta interessant que, malgrat que és categoritzada com a llengua "a priori", en el sona, els neologismes no es formen sobre la base de criteris estrictament lògics, sinó de manera bastant lliure (com en les llengües naturals), de vegades fins i tot "inspirades" per paraules preexistents en altres idiomes, o per paraules d'un cert reconeixement internacional -sempre, naturalment, utilitzant només el vocabulari bàsic de "radicals".
hisatori = especial + coneixement + passat + temps = història
akizu = veloç + animal = cavall (inspirada pel vocable llatí: equus)
Alguns mots "internacionals" poden aparèixer en la seva forma original: n'hi ha prou d'escriure'ls amb majúscula inicial, amb la qual cosa es comporten com a noms propis. De vegades, hi ha mots alternatius propis del sona:
Radio / renbe
Taksi / halonno]
Inspirat en la gramàtica de la llengua àrab, Searight divideix els radicals en tres categories gramaticals: substantius, verbs i partícules.
[Tanmateix, una anàlisi més moderna demostra que el significat substantival, verbal, preposicional, etc., d'un radical depèn més de la sintaxi de l'oració, i no de la forma del radical, ja que el sona no té gènere gramatical, conjugacions ni declinacions pròpiament dites.]
El nucli de l'oració en sona segueix l'esquema SVO (Subjecte Verb Objecte):
SUBCJECTE + VERB + OBJECTE DIRECTE + (OBJECTE INDIRECTE)
mi abu tu
jo + estimar + tu
'(jo) t'estimo'
L'oració, per la seva part, presenta els sintagmes en ordre descendent d'importància, és a dir, que el sona és una llengua de nucli inicial. Tanmateix, els adjectius qualificatius i determinants precedeixen el substantiu.
mi ima dona tayo muro xen.
Tinc dos gossos marrons grans.
En la seva expressió, la llengua sona s'aproxima a la japonesa (segons el mateix autor) i podria catalogar-se de "minimalista".
an kehani.
Ella + (partícula interrogativa + dir-se + sufix de passiu)? = Com es diu ella?
an (hani) Maria.
Ella (es diu) Maria.
En el sona, s'evita mencionar tot el que pugui inferir-se per context, fins i tot el nombre gramatical, el verb copulatiu, el subjecte, etc.
- kanmi ta.
- kanmi (zi) ta.

(casa + jo [com a sufix, el pronom és possessiu]) + (ser) + gran = "la meva casa (és) gran"
- kena on lato(.)

(partícula interrogativa + cosa indefinida) + ell + (parlar + passat) = Quina cosa va dir ell? Quina cosa ha dit?
- (tu) keli (ru).

(partícula interrogativa + partícula translativa) = On (vas)?

## Exemples
Cal notar que el sona no requereix signes de puntuació sinó la coma i el punt final. Poden separar-se o no les paraules en l'oració en la llengua escrita: en general, se separen les paraules se separen prou com per no dificultar la comprensió. Les oracions interrogatives s'identifiquen per contenir la partícula interrogativa ke.
Totes les paraules s'escriuen amb lletres minúscules, amb excepció dels noms propis.
- juri. = (gaudir + temps) = Hola.
- kehani tu. = (què + dir-se + sufix potencial + segona persona del singular)? = ¿Com et dius?
- mi hani ~. = Em dic ~.

- kesantu. = (què + salut + possessiu de segona persona del singular)? = Com estàs?
- xa, xan. = Bé, gràcies.

- mi nari to zia Paris. = Mai no he estat a París.
- an na sa laba Ruso lasin. = Ella no sap parlar (l'idioma) rus.

- Karlos ketori. = Carles + (què + any)? = Quina edat té Carles?
- tinyedi tori. = (tres + vegades + deu) + any. = Trenta anys.

- mi han da kasatu ua [hakaidaleci vi fuada] ju uika tu aluna. = Tinc l'honor d'informar-vos que el [Secretari d'Afers Exteriors] accepta de grat la vostra invitació.